# Ирландска война за независимост
Ирландската война за независимост (на ирландски: Cogadh na Saoirse) или Англо-ирландската война е партизанска война водена от 1919 до 1921 г. между Ирландската републиканска армия и британски войски в Ирландия. Войната води до създаването на Ирландската свободна държава.

## Предпоставки
В началото на XIX век британците окончателно анексират Ирландия към Британската империя, след което ирландците правят редица опити да получат независимост. Всички те са неуспешни и всеки път Ирландия отново попада под британско влияние. Неотдавнашното въстание от 1916 г., смазано от британските войски, все още е от значение. Положението в Ирландия по това време е много напрегнато, особено след като британският парламент не спазва обещанието си да осигури на страната по-голяма автономия.

## Ход на военните действия

### Начало на войната
На 21 януари 1919 г. 73 членове на английския парламент, обявявайки се за пълномощни министри на Ирландия, приемат декларацията за суверенитет на Ирландия, провъзгласила Република Ирландия и искат незабавното изтегляне на британските войски от територията на новопровъзгласената държава. Сформира се временно ирландско републиканско правителство. Лидерът на ирландската националистическа партия Еймън де Валера е избран за президент на републиката. След независимостта на страната се извършват серия от терористични атаки срещу представители на британските власти в Ирландия и започват активни военни действия. Британската полиция извършва предотвратяването на терористични атаки, като получават подкрепа от британската армия.
На фона на боевете между ИРА и британските войски, на 15 април на територията на окръг Лимерик се появява съветската държава Лимерик. На 27 април съветската държава Лимерик се саморазпуска. На 26 ноември 1919 г. в Дъблин избухва анти-британски въоръжен бунт. Започва партизанската война.

### Разколът в Ирландия
Докато в южната част на Ирландия избухва партизанска война, на 10 март 1920 г. в Белфаст гласува Националният съвет на Ълстър, според който страната е разделена на две суверенни държави със собствени парламенти – Северна и Южна Ирландия. На 21 юли същата година стават въоръжени сблъсъци между привърженици на партията Шин Фейн и националистите от Ълстър в Белфаст. На 12 декември британците въвеждат военно положение в град Корк. Във Великобритания ситуацията се влошава поради разходи за войната.
На 24 май 1921 г. в Южна Ирландия се провеждат парламентарни избори без предварителна кампания. Абсолютното мнозинство получава партията Шин Фейн. Парламентът на Северна Ирландия започва работа на 7 юни, когато Джеймс Крейг става премиер. На 10 юни Република Ирландия подписва примирие с Великобритания. На следващия ден, 11 юни, войниците на ИРА прекратяват военните действия.

## Последствия
На 6 декември 1921 г. Великобритания сключва компромисен англо-ирландски договор с Ирландия, който признава Ирландия за британско владение, наречено Ирландска свободна държава. Северна Ирландия става част от Обединеното кралство. На 16 декември същата година, в деня на ратифицирането на договора на Северна Ирландия и Великобритания, ирландският лидер Еймън де Валера, бивш привърженик на договора, неочаквано категорично се противопоставя на обединението с Великобритания. Това служи като продължение на конфликта, който сега се изразява в политическа и идеологическа конфронтация и продължава и до днес в шестте области на Северна Ирландия, които са част от Обединеното кралство.